# Levin Zanner
Levin Zanner, auch Sander, Zander, genannt „Rittmeister Immernüchtern“ oder „Nimmernüchtern“, genannt (* in Klein Heere / Amt Wohldenberg; Wernigerode (?); † 7. Oktober 1641 in Hildesheim) war ein deutscher Freireuter (Freischärler, Freikorpsführer) im Dreißigjährigen Krieg.

## Leben und Wirken
Über familiäre Herkunft und frühe Lebensjahre von Levin Zanner ist bisher nichts bekannt. Während des Dreißigjährigen Krieges unterstützte er als Anführer einer Reitertruppe zwischen 1634 und 1641 den Festungskommandanten Johann von Reuschenberg, einen Oberst der katholischen Liga, der die Festung Wolfenbüttel gegen Angriffe protestantischer Truppen verteidigte. Die kaiserlichen Truppen Gottfried Heinrich zu Pappenheims hatten Wolfenbüttel 1627 erobert; die Stadt galt zur damaligen Zeit als eine der stärksten Festungen in Norddeutschland. Zanner wohnte wohl innerhalb des Festungsrings im Kleinen Zimmerhof Nr. 16.
Zanner gehörte nicht zu den regulären Festungstruppen, sondern war ein „Freireuter“, vergleichbar einem Freischärler oder Freikorpsführer. Teilweise wird er als Rittmeister bezeichnet. Bei zahlreichen Ausfällen und Streifzügen brachte Zanner erbeutetes Vieh, Waren und Geld zurück in die Festung. Seine Raubzüge waren bei den Bauern der umliegenden Dörfer gefürchtet. Unter den gegnerischen Truppen galt er als kugelfest („gefeit“) und im Bunde mit dunklen Mächten. Angeblich tötete er in Gefechten „etzliche tausend“ schwedische Soldaten.
Am 7. Oktober 1641 wurde Zanner in der Nähe von Lutter am Barenberge von protestantischen Truppen gefangen genommen und nach Hildesheim gebracht. Der Überlieferung nach galt er als unverwundbar („fest oder gefroren“). Angeblich wurden 20 Kugeln erfolglos auf ihn abgeschossen („deren keiner durchgegangen“), ehe er schließlich geköpft wurde. Das Begräbnis Zanners erfolgte am 8. Oktober auf dem Hildesheimer Galgenberg in Anwesenheit von Herzog Christian Ludwig zu Braunschweig-Lüneburg.

## Bedeutung
Zanner, der wegen seiner Trinkgewohnheiten auch „Nimmernüchtern“ oder scherzhaft „Immernüchtern“ genannt wurde, erlangte als Freireuter und Anführer einer Reitertruppe im Dreißigjährigen Krieg zeitgenössische Bekanntheit. So wurde er beispielsweise 1640 von einem Chronisten als der „keyserliche berühmte Soldat Immernüchtern“ bezeichnet. Seine Taten fanden 1692 Eingang in das Theatrum Europaeum, das große Sammelwerk mit Schilderungen des Dreißigjährigen Krieges.
Im 19. Jahrhundert wurde gewürdigt, dass Zanner „sich als Parteigänger [der Kaiserlichen] berühmt gemacht“ habe. Den Wolfenbütteler Festungskommandanten Johann von Reuschenberg habe er „trefflich unterstützt“, sein Tod sei ein „Unglück“ für die Festungsverteidigung gewesen.
Heutzutage wird Levin Zanner als „Symbolfigur“ der langjährigen Belagerungsgeschichte der Festung Wolfenbüttel charakterisiert.